# Kifisiá
Kifisiá (Kifissia, franska: Kephissia, Kifisia) är en kommunhuvudort i Grekland.   Den ligger i prefekturen Nomarchía Athínas och regionen Attika, i den sydöstra delen av landet, 13 km nordost om huvudstaden Aten. Kifisiá ligger 290 meter över havet och antalet invånare är 47 332.
Terrängen runt Kifisiá är huvudsakligen kuperad, men den allra närmaste omgivningen är platt.Runt Kifisiá är det mycket tätbefolkat, med 2 521 invånare per kvadratkilometer. Närmaste större samhälle är Aten, 13,4 km sydväst om Kifisiá. Runt Kifisiá är det i huvudsak tätbebyggt.